# Prüfingenieur für Bautechnik
Prüfingenieure helfen durch fachliche Begleitung und Kontrolle, Risiken im Zusammenhang mit der Standsicherheit und dem Brandschutz von Gebäuden zu vermeiden. Nach dem Vier-Augen-Prinzip prüft der Prüfingenieur im Auftrag der Bauaufsicht die Einhaltung der öffentlich-rechtlichen Bestimmungen sowie anerkannter Regeln der Technik hinsichtlich der Standsicherheit und des Brandschutzes. Der Prüfingenieur ist als beliehener Unternehmer in das behördliche Verfahren eingegliedert, ist hoheitlich tätig und unterliegt der Fachaufsicht der Obersten Bauaufsichtsbehörden.
Die hoheitliche, präventive Prüfung durch den Prüfingenieur hat sich in Deutschland im Hinblick auf eine erfolgreiche Gefahrenabwehr bewährt. Darüber hinaus weist sie durch die damit verbundene Qualitätssicherung sowohl in privatwirtschaftlicher als auch in volkswirtschaftlicher Hinsicht eine positive Bilanz auf.

## Historische Entwicklung
Das Berufsbild der Prüfingenieure reicht zurück ins 19. Jahrhundert. Mit der Industrialisierung wurden die Bauvorhaben komplexer und Baukontrollen wurden von technischen Beamten der Baupolizei durchgeführt. Die Kontrolle der Einhaltung der bauordnungsrechtlichen Vorschriften erfolgte im Rahmen der Gefahrenabwehr durch Baubehörden, deren präventives Handeln wesentliches Kennzeichen der modernen Bauverwaltung des 20. Jahrhunderts geworden war.
Die zunehmende bautechnische Komplexität von Bauwerken führte zu der Einrichtung besonderer Prüfstellen, den staatlichen Hochbauämtern. Diese übernahmen die Prüfung statischer Berechnungen für schwierige Konstruktionen entweder selbst oder beauftragten besondere Sachverständige, welche durch langjährige Arbeit als freischaffende Bauingenieure über umfangreiche Erfahrungen verfügten.
1926 wurde der „Prüfingenieur für Statik“ etabliert. Dieser unterstand der Kontrolle der Baubehörden, welche die Prüfingenieure mit der statischen Prüfung beauftragten. Schon damals mussten Prüfingenieure durch einen Anerkennungsausschuss zugelassen werden. Die Voraussetzungen für die Anerkennung als Prüfingenieur für Baustatik entsprachen weitestgehend den heutigen Regelungen: Neben einer mindestens zehnjährigen Berufstätigkeit als Ersteller von statischen Berechnungen für baupolizeiliche Zwecke musste die fachliche und persönliche Eignung für eine Tätigkeit als Prüfingenieur belegt werden.
Die einzelnen deutschen Länder hatten unterschiedliche Regelungen bezüglich der Zulassung, welche 1942 durch kriegsbedingte Material- und Personalknappheit vereinheitlicht wurden. Die Prüfingenieure für Baustatik galten von nun an als Hilfsorgan der Baupolizei und waren nur dem Staat verpflichtet. Mit Beginn des 21. Jahrhunderts wurde dann – dem Vorbild des Prüfingenieurs für Statik folgend – der Prüfingenieur für Brandschutz in Deutschland eingeführt und ihm fortan die präventive und hoheitliche Durchsetzung der feuertechnischen Gesetze übertragen.
1960 wurde die Bundesvereinigung der Prüfingenieure für Baustatik als die bundesdeutsche Dachorganisation und Interessensvertretung aller deutschen Prüfingenieure für Standsicherheit gegründet. 1998 wurde sie umbenannt und heißt seither: Bundesvereinigung der Prüfingenieure für Bautechnik (BVPI). Prüfingenieure für den Brandschutz beziehungsweise für den vorbeugenden baulichen Brandschutz wurden erstmals 1999 in diese Vereinigung aufgenommen.

## Rechtliche Grundlagen
Die gesetzliche Grundlage für das Prüfingenieurwesen in Deutschland ist die staatliche Verpflichtung, Nutzer und die allgemeine Öffentlichkeit vor dem Versagen baulicher Anlagen zu schützen, indem die Risiken minimiert werden. Umgesetzt wird diese Verpflichtung in Deutschland über die unabhängige bautechnische Prüfung nach dem Vier-Augen-Prinzip. Von den Obersten Bauaufsichtsbehörden anerkannte Prüfingenieure erfüllen im Auftrag des Staates diese hoheitliche Aufgabe.
In einigen Bundesländern nehmen Prüfsachverständige mit identischer Qualifikation und Anerkennung die Aufgabe der bautechnischen Prüfung wahr.
Das Bauordnungsrecht formuliert die baulich-technischen Anforderungen an einzelne Bauvorhaben. Es dient in erster Linie der Abwehr von Gefahren, die von der Errichtung, dem Bestand und der Nutzung baulicher Anlagen ausgehen. Im Bauordnungsrecht finden sich Vorgaben darüber, ob und in welcher Form eine Genehmigung für eine bauliche Anlage erforderlich ist und wie konkret ein Bauvorhaben ausgeführt werden muss und darf (Abstandsflächen, verkehrsmäßige Erschließung, Verkehrssicherheit, Standsicherheit, Brandschutz und so weiter). Die Gesetzgebungskompetenz für das Bauordnungsrecht liegt bei den einzelnen Bundesländern. Diese regeln in ihren Bauordnungen das jeweilige Landesbauordnungsrecht. Um eine weitgehende Vereinheitlichung des Bauordnungsrechts in allen Bundesländern zu erreichen, wurde die Musterbauordnung (MBO) erstellt. Die MBO dient als Empfehlung für die einzelnen Bundesländer und wird auch zu großen Teilen in die Landesbauordnungen übernommen. Im Teil 5 der Musterbauordnung findet sich im Abschnitt 3 (Genehmigungsverfahren) eine Regelung, wonach die Einhaltung der Anforderungen an die Standsicherheit und an den Brand-, Schall- und Erschütterungsschutz nachzuweisen sind. Die entsprechende Regelung in Paragraf 66 der MBO lautet:
(1) Die Einhaltung der Anforderungen an die Standsicherheit, den Brand-, Schall- und Erschütterungsschutz ist … nachzuweisen (bautechnische Nachweise).
Diese Nachweise werden bautechnische Nachweise genannt.
Bei bestimmten (komplexen) Gebäuden müssen der Standsicherheitsnachweis und der Brandschutznachweis entweder gesondert durch die Bauaufsicht oder durch einen Prüfingenieur bescheinigt werden. Dabei handelt es sich um Gebäude mit einer Höhe von mehr als sieben Metern und mit mehr als zwei Nutzungseinheiten von mehr als 400 Quadratmetern. Die für die Nachweisführung für solche Gebäude (MBO-Gebäudeklasse 4 und 5) besonders qualifizierten Experten sind die Prüfingenieure für Standsicherheit und die Prüfingenieure für Brandschutz. Die entsprechende Regelung im Paragrafen 66 der MBO lautet:
(3) Bei Gebäudeklassen 4 und 5 muss der Standsicherheitsnachweis (und der Brandschutznachweis) bauaufsichtlich geprüft oder durch einen Prüfingenieur bescheinigt sein.
Für Gebäude der Gebäudeklassen 4 und 5 wird damit über Paragraf 66 Absatz. 3 der Musterbauordnung und über die Landesbauordnungen ein besonderes Prüfverfahren für den Standsicherheitsnachweis und für den Brandschutznachweis vorgeschrieben.
Grundprinzip des Prüfverfahrens ist die entsprechend dem Vier-Augen-Prinzip fachlich und wirtschaftlich unabhängige Prüfung der Nachweise (Standsicherheit und Brandschutz) auf die Einhaltung der öffentlich-rechtlichen Bestimmungen und anerkannten Regeln der Technik.
Damit wird ein besonders hohes Maß an Sicherheit hinsichtlich der Standsicherheit und des Brandschutzes bei komplexen Gebäuden erreicht.
Die rechtlichen Rahmenbedingungen für die Berufsausübung der Prüfingenieure sind in untergesetzlichen Regelungen festgelegt. Das Berufsrecht der Prüfingenieure ist in der Musterverordnung über die Prüfingenieure und Prüfsachverständigen (M-PPVO) dargelegt. Die M-PPVO dient wiederum als Empfehlung für die einzelnen Bundesländer. Sie übernehmen in der Regel große Teile der M-PPVO. Darüber hinaus bestehen aber auch zahlreiche landesspezifische Regelungen. Die M-PPVO ist inhaltlich folgendermaßen aufgebaut:
| Teil 1 (§§ 1–9)   | Allgemeine Vorschriften                                                                                         |
| Teil 2 (§§ 10–20) | Prüfingenieure für … Standsicherheit; Prüfämter, Typenprüfung und Prüfung der Standsicherheit fliegender Bauten |
| Teil 3 (§§ 21–27) | Prüfingenieure für Brandschutz                                                                                  |
| Teil 4 (§§ 28–31) | Prüfsachverständige für die Prüfung technischer Anlagen                                                         |
| Teil 5 (§§ 32–36) | Prüfsachverständige für Erd- und Grundbau                                                                       |
| Teil 6 (§§ 37–46) | Vergütung |
| Teil 7 (§§ 47)    | Ordnungswidrigkeiten                                                                                            |
| Teil 8 (§§ 48–50) | Übergangs- und Schlussvorschriften                                                                              |

Im Paragrafen 2 der M-PPVO wird die Aufgabe der Prüfingenieure geregelt. Dabei gilt, dass der Prüfingenieur in der Regel im Auftrag der Bauaufsichtsbehörden tätig ist. Er ist damit wie ein Beamter hoheitlich tätig. Haftungsrechtlich genießt er das sogenannte Amtshaftungsprivileg, wonach der Staat (in diesem Zusammenhang die Oberste Bauaufsichtsbehörde) für das Handeln des Prüfingenieurs haftet. Etwas anderes gilt nur, wenn der Prüfingenieur grob fahrlässig oder vorsätzlich gehandelt hat. Die entsprechenden Regelungen lauten (nach Paragraf 2 der M-PPVO):
(1) Prüfingenieure nehmen … bauaufsichtliche Prüfaufgaben … im Auftrag der Bauaufsichtsbehörde wahr. Sie unterstehen der Fachaufsicht der obersten Bauaufsichtsbehörde oder der von ihr bestimmten Behörde.
Im Paragrafen 4 der M-PPVO werden allgemeine Voraussetzungen definiert, die für die Anerkennung als Prüfingenieur erfüllt sein müssen. Voraussetzung ist danach insbesondere die eigenverantwortliche und selbstständige Tätigkeit als Bauingenieur.

## Qualifikation und Anerkennung
Der Beruf der Prüfingenieurin und des Prüfingenieurs – in der juristischen Terminologie als prüfende Person bezeichnet – ist im Sinne eines Studiums nicht erlernbar. Die zu prüfende Person wird geprägt durch das Studium, die anschließende einschlägige Tätigkeit als Tragwerksplaner und Aufsteller statischer Berechnungen und durch die daraus gewonnene fachliche Erfahrung. Neben der fachlichen Reife sind vor allem auch die Persönlichkeit und die soziale Kompetenz eines Kandidaten relevant.
Als prüfende Personen werden daher (im juristischen Sinne) nur natürliche Personen anerkannt, die
- zum Zeitpunkt der Antragstellung das 35. Lebensjahr vollendet haben,
- das Studium des Bauingenieurwesens an einer Technischen Universität, Hochschule oder Fachhochschule, dessen Abschlussprüfung ein Regelstudium von mindestens vier Jahren voraussetzt, oder an einer als gleichwertig anerkannten Lehranstalt mit Erfolg abgeschlossen haben,
- mindestens während der letzten zehn Jahre vor Stellung des Antrages einschlägige praktische Erfahrungen gesammelt haben,
- die deutsche Sprache in Wort und Schrift beherrschen und
- nach ihrer Persönlichkeit die Gewähr dafür bieten, dass sie den Aufgaben einer prüfenden Person gewachsen sind und diese unparteiisch und gewissenhaft erfüllen werden

Die Anerkennung zum Prüfingenieur erfolgt nach einem mehrstufigen Prüfungsverfahren, in welchem die Kandidaten ihre fachliche Eignung gegenüber einem Anerkennungsausschuss beweisen müssen. Jeder Kandidat muss je nach Fachrichtung (Massivbau, Metallbau, Holzbau, Brandschutz) bis zu zehn Projekte mit überdurchschnittlichem Schwierigkeitsgrad vorlegen, die von den Kandidaten selbst im Laufe ihres Berufslebens bearbeitet wurden.
Der Anerkennungsausschuss bewertet die Qualität dieser Bauprojekte und entscheidet über die anschließende Zulassung zu einer schriftlichen oder mündlichen Prüfung bzw. einer Kombination aus beiden – je nach Bundesland ist die Prüfung unterschiedlich aufgebaut. In den Prüfungen wird sowohl Fach- als auch baupraktisches Allgemeinwissen abgefragt sowie Fragen zum nationalen und europäischen Bauproduktenrecht gestellt.
Nach bestandener Prüfung werden nur Personen als Prüfingenieurin oder Prüfingenieur für Bautechnik anerkannt, die auch weiterhin selbstständig als Bauingenieurin oder Bauingenieur im Bereich der Tragwerksplanung tätig sind. Weiterhin müssen sie ihre berufliche Tätigkeit als einzige Inhaberin oder einziger Inhaber eines Büros selbstständig und auf eigene Rechnung und Verantwortung frei von Weisungen Dritter ausüben.
Prüfingenieure werden für die Fachrichtungen
- Massivbau,
- Stahl- und / oder Metallbau,
- Holzbau und
- Brandschutz / vorbeugender baulicher Brandschutz

anerkannt. Da Bauwerke immer häufiger in Hybrid- oder Verbundbauweise erstellt werden, streben viele Prüfingenieure die Anerkennung für mehr als eine Fachrichtung an.
Im Bereich Infrastruktur, welcher Eisenbahnen, Wasserstraßen und Straßen einschließt, sind Prüfingenieure auf den Grundlagen der Verkehrsträger tätig. Für die bautechnische Prüfung von Eisenbahnanlagen müssen die Prüfsachverständigen vom Eisenbahn-Bundesamt anerkannt sein. Für den Bereich Wasserstraßen und Straßen werden Prüfingenieure oder Prüfsachverständige entweder durch die Wasserstraßen- und Schifffahrtsverwaltung des Bundes oder die Straßenbauverwaltung beauftragt.

## Aufgaben des Prüfingenieurs
Wird der Prüfingenieur von der zuständigen Bauaufsichtsbehörde mit der bautechnischen Prüfung und der Bauüberwachung eines Projektes beauftragt, arbeitet er unabhängig von den am Bau Beteiligten und ist ausschließlich der beauftragenden Bauaufsichtsbehörde verpflichtet und mit den entsprechenden Mandaten ausgestattet. Der Prüfingenieur darf nach eigener Einschätzung und Bedarf festlegen, wann und wie eine stichprobenartige Bauüberwachung durchgeführt wird. Er darf demnach auch entscheiden, welche Maßnahmen zu ergreifen sind, um mögliche Mängel und Gefahren vorzubeugen. Dazu zählen unter anderem Baueinstellung, Abbruch und temporäre Nutzungsuntersagung.
Prüfingenieure dürfen Prüfaufträge nur annehmen, wenn sie unter Berücksichtigung des Umfangs ihrer Prüftätigkeit und der Zeit, die sie benötigen, um auf der Baustelle anwesend zu sein, die Überwachung der ordnungsgemäßen Bauausführung sicherstellen können. Sie dürfen außerdem bei ihrer Tätigkeit nur befähigte Angestellte / Mitarbeiter zu Prüfungsaufgaben einsetzen; zugleich muss gewährleistet sein, dass deren Tätigkeit in vollem Umfang überwacht und der beauftragte Prüfingenieur die volle Verantwortung für die ordnungsgemäße Prüfung übernehmen kann. Die Bauprüfverordnungen der Länder enthalten weitere grundsätzliche Anmerkungen zum Tätigwerden des Prüfingenieurs.
Sind Prüfingenieurinnen und Prüfingenieure selbst mit der Planung von Tragwerken betraut, unterliegt auch ihre Arbeit der Prüfpflicht.
Folgende Aufgaben sind Bestandteil der bautechnischen Prüfung für Standsicherheit und Brandschutz:
- Prüfingenieur für Standsicherheit:
  - Prüfung der Nachweise der Standsicherheit und des konstruktiven Brandschutzes
  - Prüfung der Ausführungsplanung, z. B. Bewehrungspläne, Werkstattzeichnungen
  - stichprobenhafte Überwachung der Bauausführung entsprechend der geprüften Nachweise

- Prüfingenieur für Brandschutz:
  - Prüfung der Nachweise des Brandschutzes
  - stichprobenhafte Überwachung der Bauausführung entsprechend der geprüften Nachweise

## Abrechnung der Prüfleistung
Die Abrechnungsgrundlagen für die bautechnische Prüfung sind in der Gebührenverordnung (GebVO) der einzelnen Länder festgelegt. Die Gebühren sind abhängig von der Bauwerksklasse, den anrechenbaren Bauwerten (€/m³ abhängig von der Bauwerksklasse) und der Gebühren- bzw. Leistungsanteile.
Für die Ingenieurbauwerke der Verkehrsträger Straße, Wasserstraße und Eisenbahnen erfolgt die Abrechnung der Prüfleistungen nach der Richtlinie Vergütung für die statische und konstruktive Prüfung von Ingenieurbauwerken für Verkehrsanlagen sowie die Prüfung des baulichen Brandschutzes für Personenverkehrsanlagen der Eisenbahnen im Zuständigkeitsbereich des Eisenbahn-Bundesamtes.
Im Jahr 2000 wurde die Bewertungs- und Verrechnungsstellen der Prüfingenieure (BVS) gegründet, welche von Bundesland zu Bundesland in verschiedenen Rechtsformen existiert.
In den Bundesländern, in denen eine BVS existiert werden alle Prüfaufträge über die jeweilige Bewertungsstelle im Namen und auf Rechnung des Prüfingenieurs direkt an den Bauherrn abgerechnet, außer in Bayern, wo nur die privatrechtlich beauftragen Prüfaufträge über die BVS abgerechnet werden. In den Bundesländern, in denen keine BVS existiert, erfolgt die Abrechnung der Prüfgebühren entweder über die beauftragende Behörde oder direkt an den Bauherrn.

## Nachweise
- Prof. Dr.-Ing. Brehm, E., Dettmer, H., Prof. Dr.-Ing. Heilmann, S., Dr.-Ing. Hennecke, M., Prof. Dr.-Ing. Hertle, R., Klein, C., Saeland, K., Dr.-Ing. Scheuermann, G., Dr.-Ing. Wetzel, M. and Wochner, M., 2020. Der Prüfingenieur, (57).
- Musterbauordnung bei Bauministerkonferenz: Mustervorschriften und Mustererlasse
- 2012. Muster-Verordnung über die Prüfingenieure und Prüfsachverständigen nach § 85 Abs. 2 MBO (M-PPVO). https://www.dibt.de/fileadmin/dibt-website/Dokumente/Rechtsgrundlagen/M-PPVO.pdf, abgerufen am 24. Februar 2021.